# One Times Square
One Times Square, auch New York Times Building oder Times Tower, früher Allied Chemical Tower, ist ein Hochhaus am Times Square in Manhattan in New York City, Vereinigte Staaten. Das 1903/04 erbaute Gebäude war einst Sitz der The New York Times und ist bekannt für seine großen digitalen Werbetafeln und den historischen Times Square Ball.

## Beschreibung
Das Bauwerk befindet sich in Midtown Manhattan im Theaterviertel am Times Square und bildet hier das Südende des weltweit berühmten Platzes. Es nimmt einen kleinen Block ein, der von der West 43rd Street, dem Broadway, der West 42nd Street und der Seventh Avenue begrenzt ist. Am Fuß des Gebäudes befindet sich ein Revier des New York City Police Departments.
Das Gebäude wurde 1903 bis 1904 nach Entwürfen des Architekten Cyrus L. W. Eidlitz im neugotischen Stil als Verlags- und Geschäftsgebäude der New York Times errichtet und am 1. Januar 1905 als Allied Chemical Building eröffnet. Mit 25 Stockwerken und einer Höhe von 120,4 m (395 ft) war es zu diesem Zeitpunkt eines der höchsten Gebäude in New York. 1928 wurde mit dem Times Square Ticker ein Vorläufer der riesigen, das Gebäude umgebenden Nachrichten-Laufschrift der Firma Dow Jones für Börsennachrichten in Betrieb genommen.
Bereits 1913 verlegte die New York Times ihre Redaktion großteils in das Gebäude mit der Adresse 229 West 43rd Street. Bis 1961 betrieb der Zeitungsverlag im Stammhaus noch eine Kleinanzeigenabteilung. 1961 wurde das Allied Chemical Building verkauft und 1967 bei einem Umbau die neugotische Fassade komplett entfernt und mit einer Glas- und Steinfassade ersetzt. 1995/96 fand eine umfangreiche Renovierung und Umgestaltung des Hochhauses statt, bei der sich die Gebäudehöhe auf 110,6 m (363 ft) verringerte und das Gebäude in 1 Times Square umbenannt wurde. Die schmale Seite hin zum Times Square ist mit überdimensionalen Werbetafeln und LED-Bildschirmen verkleidet. Die untersten drei Etagen wurden bis 2022 als Walgreens-Apotheke genutzt. Darüber ist das Gebäude seit 1996 unbewohnt. Eigentümer ist seit 1997 die  Immobilien-Investment-Gesellschaft Jamestown L.P.
Seit 1907 wird zum Jahreswechsel mit der Ball-Drop-Zeremonie der leuchtende Times Square Ball an einem auf dem Dach befindlichen Mast abgesenkt. Der Ball Drop beginnt mit einem Countdown 60 Sekunden vor Mitternacht und zählt zu den Höhepunkten der US-amerikanischen Silvesterfeierlichkeiten. Die ab 2008/09 eingesetzte mittlerweile fünfte Kugel hatte einen Durchmesser von 3,7 Metern. Sie wird zum Jahreswechsel 2025/26 durch eine neue Kugel ersetzt.
Am 23. Juni 2019 überquerten Nik Wallenda und Lijana Wallenda den Times Square auf einem zwischen One Times Square und Two Times Square gespannten etwa 400 Meter langen Seil in rund 80 Metern Höhe in gegenläufiger Richtung. Auf behördliche Anweisung verwendeten sie dabei ein Sicherungsseil.
Im Jahr 2022 wurde für 500 Millionen US-Dollar eine umfangreiche Renovierung des Gebäudes begonnen. Sie umfasst unter anderem eine neue Fassade, die Schaffung eines Besucherzentrums mit einer öffentlichen Aussichtsplattform mit Blick auf den Times Square, einem Museum auf sechs Etagen zur Geschichte des Times Square, einem Außenbereich und soll 2025 abgeschlossen sein.

## Ansichten

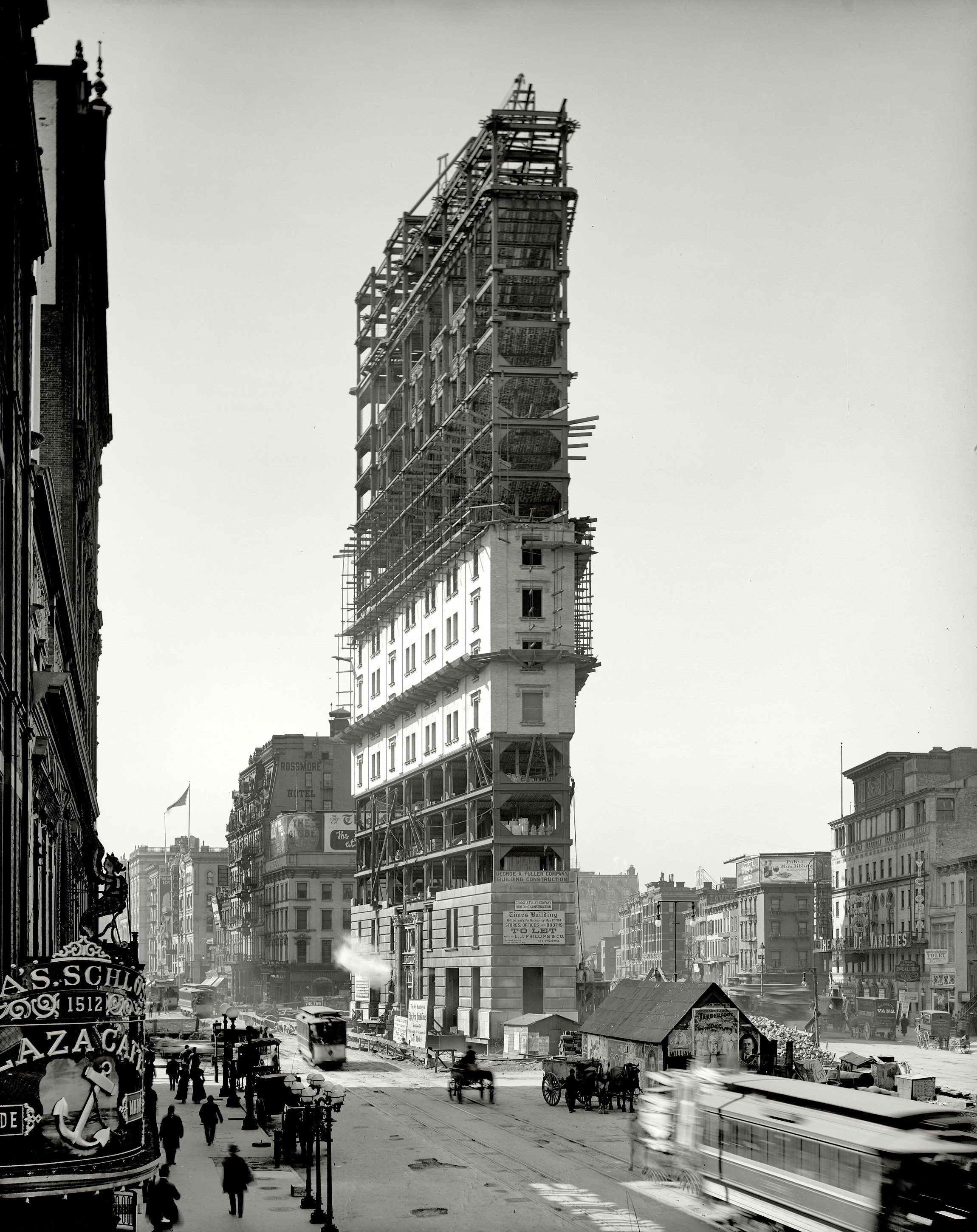
Im Bau 1903
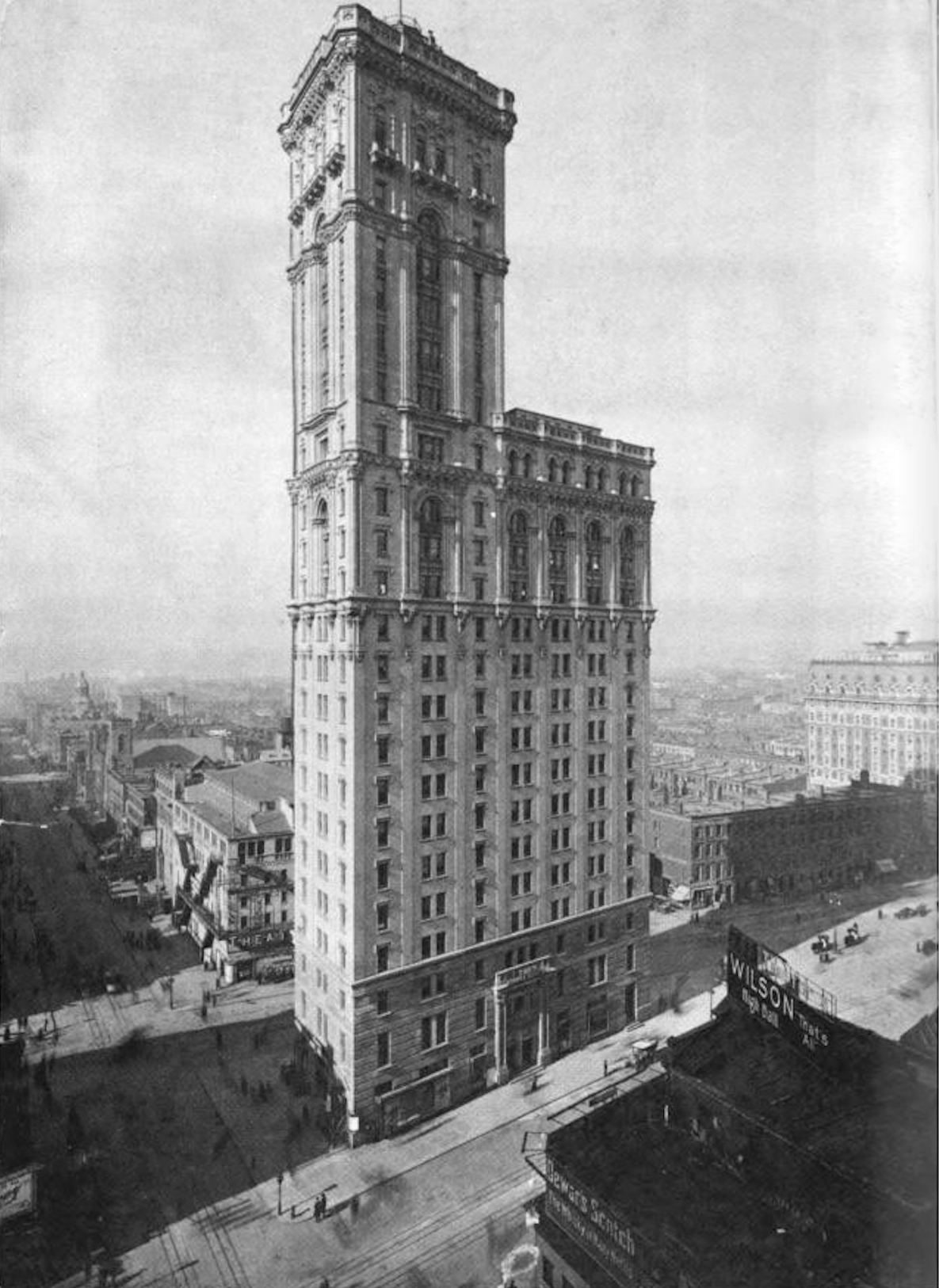
Nach der Fertigstellung im Jahr 1906
Das Gebäude bei Nacht mit NYPD-Revier (2012)
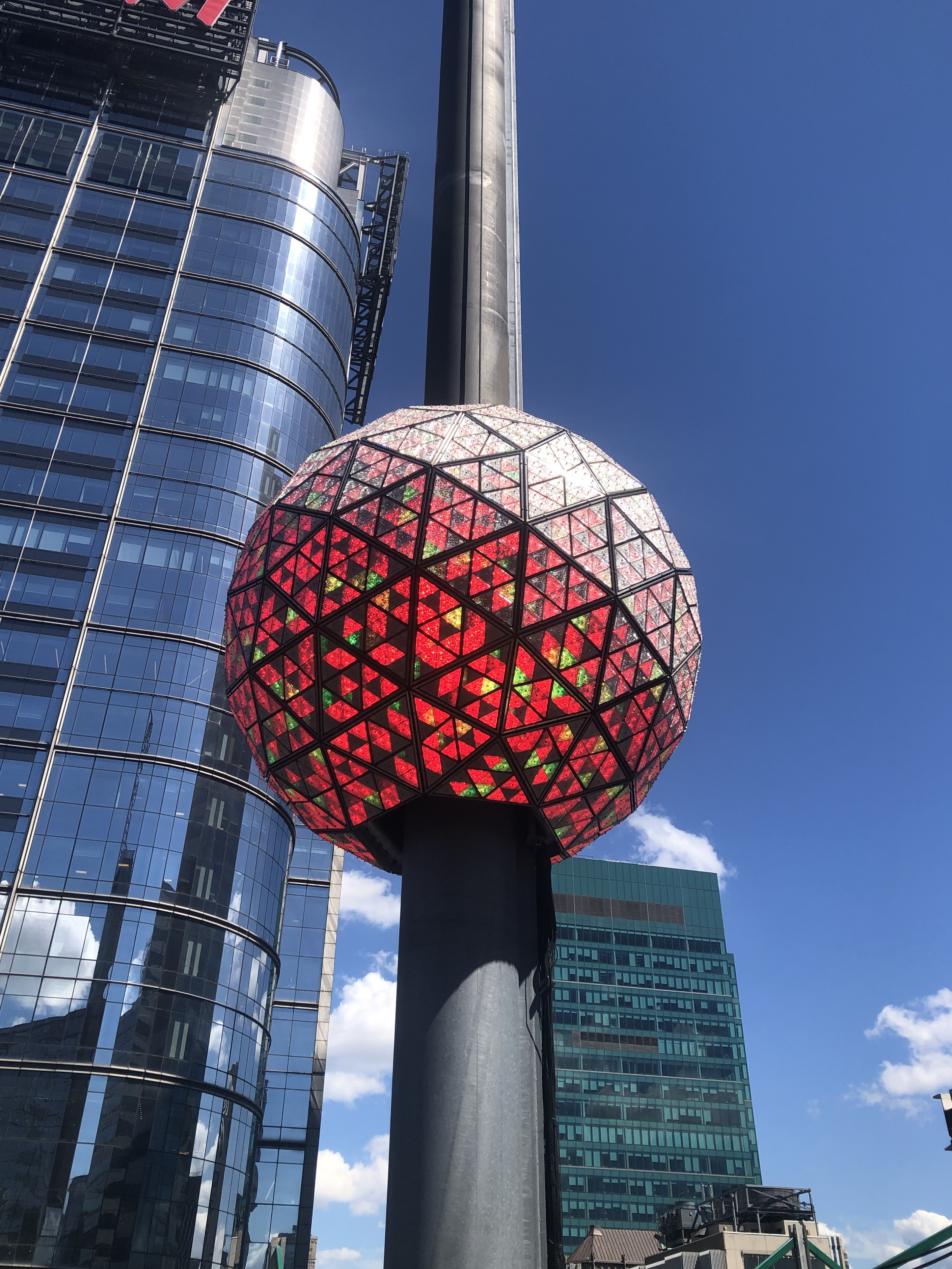
Times Square Ball 2024
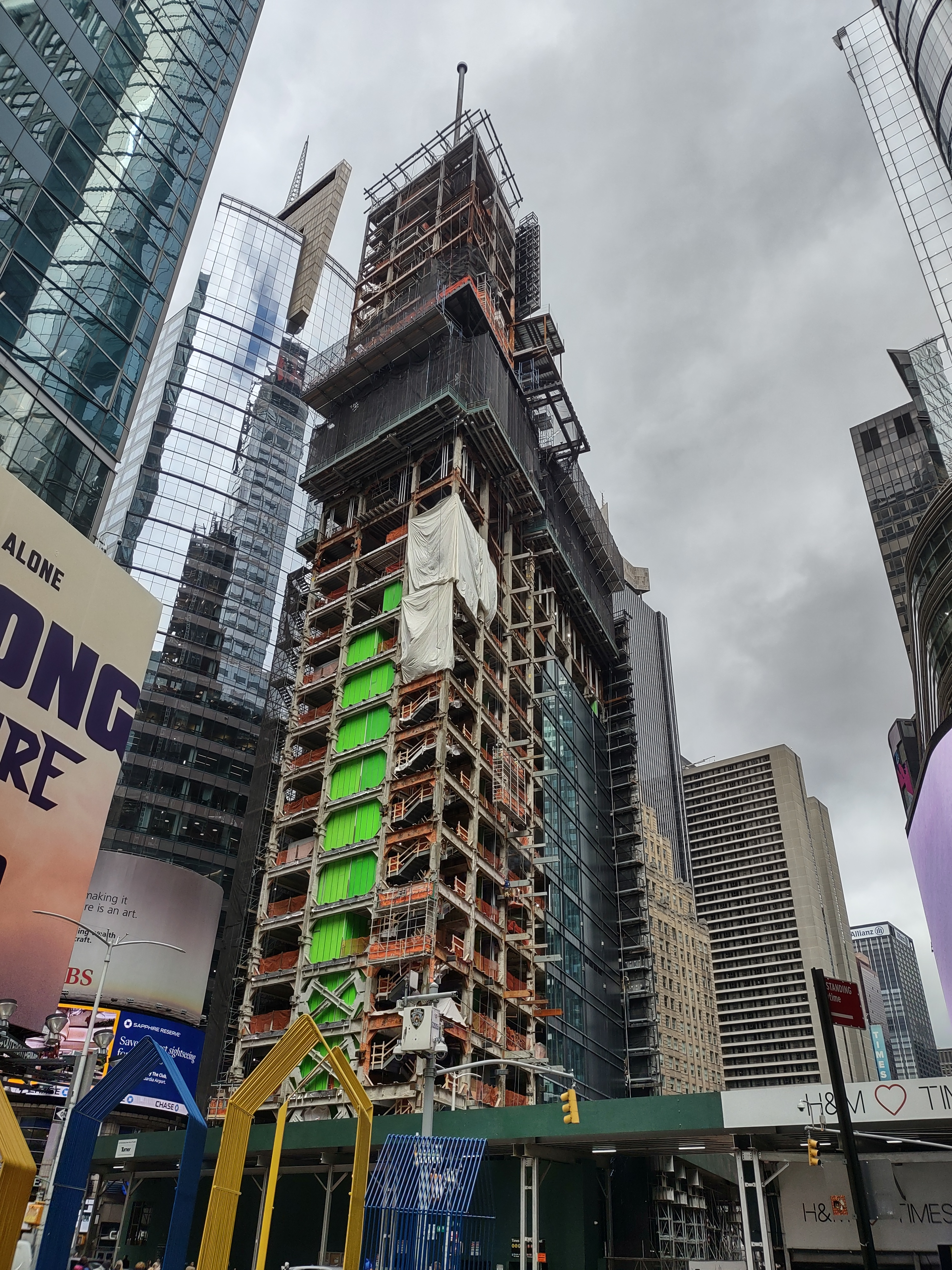
Während der Sanierung am 4. April 2024